# E (слово латинице)
E је пето слово латинице, девето слово српске латинице.
Може такође бити:
- Ознака за предњи средњи високи самогласник у фонетици српског језика, као и већем броју других језика.
- Скраћеница за електрон и енергију у физици.
- Скраћеница за  тон e у (музици).
- Међународна аутомобилска ознака за Шпанију

## Историја
Слово E је почело као египатски хијероглиф q, да би се кроз векове развило у E какво данас познајемо.
| A28 |

| A28 |

| Велико писано E | Савремено Римско E | Савремено Курзив E | Сигнално наутичко E - ICS Echo | Брајева абецеда E | Абецеда глувонемих E |
| --------------- | ------------------ | ------------------ | ------------------------------ | ----------------- | -------------------- |
| Велико писано E | Савремено Римско E | Савремено Курзив E | Сигнално наутичко E            | Брајева абецеда E | Абецеда глувонемих E |